# Coupe du monde masculine de hockey sur gazon 1973
Navigation
Édition précédente Édition suivante
La 2e édition de la coupe du monde de hockey sur gazon a lieu du 24 août au 2 septembre 1973 à Amstelveen aux Pays-Bas.

## Nations participant
| EHF 5 places | PAHF 1 places                       | AfHF 1 places                                                                                           |
| Allemagne : 2e phase finale Espagne : 2e phase finale Pays-Bas H : 2e phase finale Angleterre : 1re phase finale Belgique : 1re phase finale | Argentine : 2e phase finale         | Kenya : 2e phase finale                                                                                 |
| Allemagne : 2e phase finale Espagne : 2e phase finale Pays-Bas H : 2e phase finale Angleterre : 1re phase finale Belgique : 1re phase finale | OHF 1 places                        | AHF 4 places                                                                                            |
| Allemagne : 2e phase finale Espagne : 2e phase finale Pays-Bas H : 2e phase finale Angleterre : 1re phase finale Belgique : 1re phase finale | Nouvelle-Zélande : 1re phase finale | Inde : 2e phase finale Japon : 2e phase finale Pakistan T : 2e phase finale Malaisie : 1re phase finale |

## Tour préliminaire

### Poule A
| Équipe               | PJ | V | N | D | BP | BC | Diff | Pts |
| -------------------- | -- | - | - | - | -- | -- | ---- | --- |
| Allemagne de l'Ouest | 5  | 4 | 1 | 0 | 6  | 2  | 4    | 9   |
| Inde                 | 5  | 3 | 2 | 0 | 12 | 1  | 11   | 8   |
| Espagne              | 5  | 3 | 0 | 2 | 9  | 5  | 4    | 6   |
| Nouvelle-Zélande     | 5  | 1 | 2 | 2 | 13 | 8  | 5    | 4   |
| Kenya                | 5  | 0 | 2 | 3 | 6  | 14 | −8   | 2   |
| Japon                | 5  | 0 | 1 | 4 | 3  | 19 | −16  | 1   |

Matches
- Kenya - Japon : 2-2 (0-1)
- Espagne - Nouvelle-Zelande : 2-1 (1-1)
- Inde - Allemagne : 0-0
- Allemagne - Espagne : 1-0 (1-0)
- Nouvelle-Zelande - Japon : 8-1 (4-1)
- Inde - Kenya :

### Poule B
| Équipe     | PJ | V | N | D | BP | BC | Diff | Pts |
| ---------- | -- | - | - | - | -- | -- | ---- | --- |
| Pakistan   | 5  | 4 | 1 | 0 | 16 | 5  | 11   | 9   |
| Pays-Bas   | 5  | 3 | 1 | 1 | 11 | 4  | 7    | 7   |
| Belgique   | 5  | 2 | 0 | 3 | 8  | 12 | −4   | 4   |
| Angleterre | 5  | 1 | 2 | 2 | 9  | 8  | 1    | 4   |
| Malaisie   | 5  | 1 | 1 | 3 | 5  | 13 | −8   | 3   |
| Argentine  | 5  | 0 | 3 | 2 | 2  | 9  | −7   | 3   |

Matches
- Pakistan - Pays-Bas : 2-1 (1-1)
- Malaisie - Angleterre : 2-1 (1-0)
- Belgique - Argentine : 2-1 (1-0)
- Pakistan - Angleterre : 2-2 (1-2)
- Malaisie - Argentine : 1-1 (1-1)
- Pays-Bas - Belgique : 4-1 (3-0)

## Phase finale
|  | Demi-finales         | Demi-finales |                        |      | Finale           | Finale           |
|  | Demi-finales         | Demi-finales |                        |      | Finale           | Finale           |
|  |                      |              |                        |      |                  |                  |
|  | 31 août 1973         | 31 août 1973 |                        |      | 2 septembre 1973 | 2 septembre 1973 |
|  | 31 août 1973         | 31 août 1973 |                        |      | 2 septembre 1973 | 2 septembre 1973 |
|  | Allemagne de l'Ouest | 0(2)         |                        |      | 2 septembre 1973 | 2 septembre 1973 |
|  | Allemagne de l'Ouest | 0(2)         |                        |      | 2 septembre 1973 | 2 septembre 1973 |
|  | Pays-Bas             | 0(4)         |                        |      | 2 septembre 1973 | 2 septembre 1973 |
|  | Pays-Bas             | 0(4)         | Pays-Bas               | 2(4) |                  |                  |
|  | 31 août 1973         |              | Pays-Bas               | 2(4) |                  |                  |
|  |                      | Inde         | 2(2)                   |      |                  |                  |
|  | Pakistan             | Inde         | 2(2)                   | 0    |                  |                  |
|  | Pakistan             |              |                        | 0    |                  |                  |
|  | Inde                 | 1            |                        |      |                  |                  |
|  | Inde                 | 1            | Match pour la 3e place |      |                  |                  |
|  |                      |              |                        |      |                  |                  |
|  | 2 septembre 1973     |              |                        |      |                  |                  |
|  |                      |              |                        |      |                  |                  |
|  | Allemagne de l'Ouest | 1            |                        |      |                  |                  |
|  | Allemagne de l'Ouest | 1            |                        |      |                  |                  |
|  | Pakistan             | 0            |                        |      |                  |                  |
|  | Pakistan             | 0            |                        |      |                  |                  |

## Nombre d'équipes par confédération et par tour
| Confédération | Phase de groupes                                            | Demi-finales                    | Finale (dont champion) |
| ------------- | ----------------------------------------------------------- | ------------------------------- | ---------------------- |
| EHF           | 5 Allemagne de l'Ouest Espagne Pays-Bas Belgique Angleterre | 2 Allemagne de l'Ouest Pays-Bas | 1(1) Pays-Bas          |
| AHF           | 4 Inde Japon Pakistan Malaisie                              | 2 Inde Pakistan                 | 1(0) Inde              |
| AfHF          | 1 Kenya                                                     | aucun                           | aucun                  |
| OHF           | 1 Nouvelle-Zélande                                          | aucun                           | aucun                  |
| PAHF          | 1 Argentine                                                 | aucun                           | aucun                  |
| Total         | 10                                                          | 4                               | 2 (1)                  |